# Saint-Vincent-de-Connezac
Saint-Vincent-de-Connezac là một xã, nằm ở tỉnh Dordogne vùng Aquitaine của Pháp. Xã này có diện tích 14,81 kilômét vuông, dân số năm 2004 là 487 người. Xã nằm ở khu vực có độ cao trung bình 106 m trên mực nước biển.

## Thông tin nhân khẩu
| Năm    | 1962 | 1968 | 1975 | 1982 | 1990 | 1999 | 2004 |
| ------ | ---- | ---- | ---- | ---- | ---- | ---- | ---- |
| Dân số | 520  | 546  | 511  | 432  | 403  | 439  | 487  |